# Дяволска птица
Дяволската птица от Шри Ланка, известна в страната като Улама, е криптид, обитаващ остров Шри Ланка.
В местния фолклор тази птица е поличба и вещае смърт, болести и бедствия. Някои криптозоолози смятат, че това е реликт, а други учени са на мнение, че става въпрос за Цейлонския козодой или вид бухал, обитаващ цейлонските гори (Spot-bellied Eagle-owl).